# サーモン (イギリス潜水艦)
サーモン (HMS Salmon, N65) はイギリス海軍の潜水艦。S級。

## 艦歴
バーケンヘッドのキャメル・レアード社で建造。1933年6月15日起工。1934年4月30日進水。1935年3月8日就役。
1939年12月2日、「サーモン」（Edward Bickford少佐）はロサイス（またはHarwich）から北海へ出撃した。これは2回目の哨戒であった。
12月4日、Egersundの南約90浬を潜水して航行中にドイツ潜水艦「U36」を発見し、距離5000ヤードで魚雷6本を発射して撃沈した。
12月12日、同じ海域で「サーモン」はドイツ客船「ブレーメン」を発見した。「サーモン」は浮上し発光信号で停船を求めたが応答はなく、警告射撃をしようとしたところでDo 18飛行艇が現れたため潜航。高速で航行する「ブレーメン」との距離は開き、国際法に基づく手順をとれないことから雷撃は正当化されないだろうとBickfordは判断した。この後、「サーモン」はGreat Fisher Bankの方へ向かった。
12月13日、「サーモン」はドイツ艦隊を発見。Bickfordはシャルンホルスト級戦艦とドイッチュラント級装甲艦が計2、3隻とアドミラル・ヒッパー級重巡洋艦2隻及び軽巡洋艦「ライプツィヒ」とケーニヒスベルク級軽巡洋艦1隻、または戦艦「シャルンホルスト」、「グナイゼナウ」と巡洋艦と識別した。実際は軽巡洋艦「ケルン」、「ライプツィヒ」、「ニュルンベルク」が駆逐艦部隊と合流しようとしているところであった。Bickfordは水上部隊が敵を捕捉できるようになることを期待し、1隻を沈めるのではなく、2隻を傷つけることを狙って「ライプツィヒ」と「アドミラル・ヒッパー」（実際は「ニュルンベルク」）に対して魚雷6本を発射。魚雷は1本ずつ命中した。「サーモン」に対して爆雷攻撃は行われなかった。魚雷を撃ち尽くした「サーモン」はその後帰途につき、12月16日に帰投した。
3回目、4回目の哨戒では何もなかった。
5回目の哨戒では1940年2月20日に「シャルンホルスト」、「グナイゼナウ」などと遭遇したが、攻撃は行えなかった。
6回目の哨戒ではまた何もなかった。
7回目の哨戒では5月22から24日にオランダ・イギリス間の海底ケーブル切断作戦（Lamp作戦）でトローラー「Barbados」を支援した。この作戦は不成功に終わっている。
8回目の哨戒では6月20日に船団に対して魚雷2本を発射したが外れた。
7月4日、Blyth（またはロサイス）より9回目の哨戒に向かう。「サーモン」は7月9日に Skudeneshavn沖への移動、7月11日に北へ20浬の移動、7月12日に帰投を命じられているが、いずれにも応答はなかく、帰投もしなかった。7月5日に潜水艦「シャーク」がドイツ軍機の攻撃を受けて損傷し、翌日ドイツの掃海艇による曳航中に沈没した。その後、ドイツの掃海艇「M1803」は雷跡らしきものを認めて回避行動をとり、別の掃海艇「M1806」は爆雷を投下。油紋や強い空気の渦を確認し、潜水艦撃沈としている。「サーモン」艦長のBickfordと「シャーク」艦長Buckleyは友人であり、「シャーク」からの遭難信号を受けてBickfordはそちらへ向かったかもしれず、そうであれば「サーモン」は「M1806」に撃沈されたのかもしれない。もしくは、9日の命令で北上した際にドイツの機雷原に入ったとも考えられる。